# 15 cm Schiffskanone C/28 in Mörserlafette
Il 15 cm Schiffskanone C/28 in Mörserlafette, abbreviato in 15 SK C/28 in MrsLaf, era un cannone pesante tedesco utilizzato dalla Wehrmacht durante la seconda guerra mondiale.

## Storia
La produzione dell'innovativo affusto sviluppato per il 21 cm Mörser 18 ed adottato anche dal 17 cm Mörser M. 18 in Mörserlafett nel 1941 superò il numero di queste bocche da fuoco disponibili. Alcuni furono quindi furono adattati per incavalcare 8 cannoni da costa ex-Kriegsmarine 15 cm SK C/28, previa modifica dell'otturatore a percussione secondo gli standard dello Heer.
Al momento dell'invasione dell'Unione Sovietica i cannoni equipaggiavano il Artillerie-Abteilung 625. La maggior parte dei pezzi venne ritirata man mano che si rendevano disponibili le canne del 17 cm Kanone 18. Tuttavia durante l'offensiva dell'Operazione Blu, il Artillerie-Abteilung 767 (battaglione) schierava ancora questi cannoni e lo stesso reparto li mantenne in servizio fino all'inizio della battaglia di Kursk nel luglio 1943.